# مردی با دو مغز
مردی با دو مغز (به انگلیسی: Little Shop of Horrors) فیلمی محصول سال ۱۹۸۶ و به کارگردانی کارل راینر است. در این فیلم بازیگرانی همچون استیو مارتین، کاتلین ترنر، دیوید وارنر، پال بندیکت، جورج فورث، پیتر هابس، ارل بوئن، جیمز کرامول، استل رینر، مرو گریفین، جفری کمبس و سیسی اسپیسک ایفای نقش کرده‌اند.